# András Gyürk

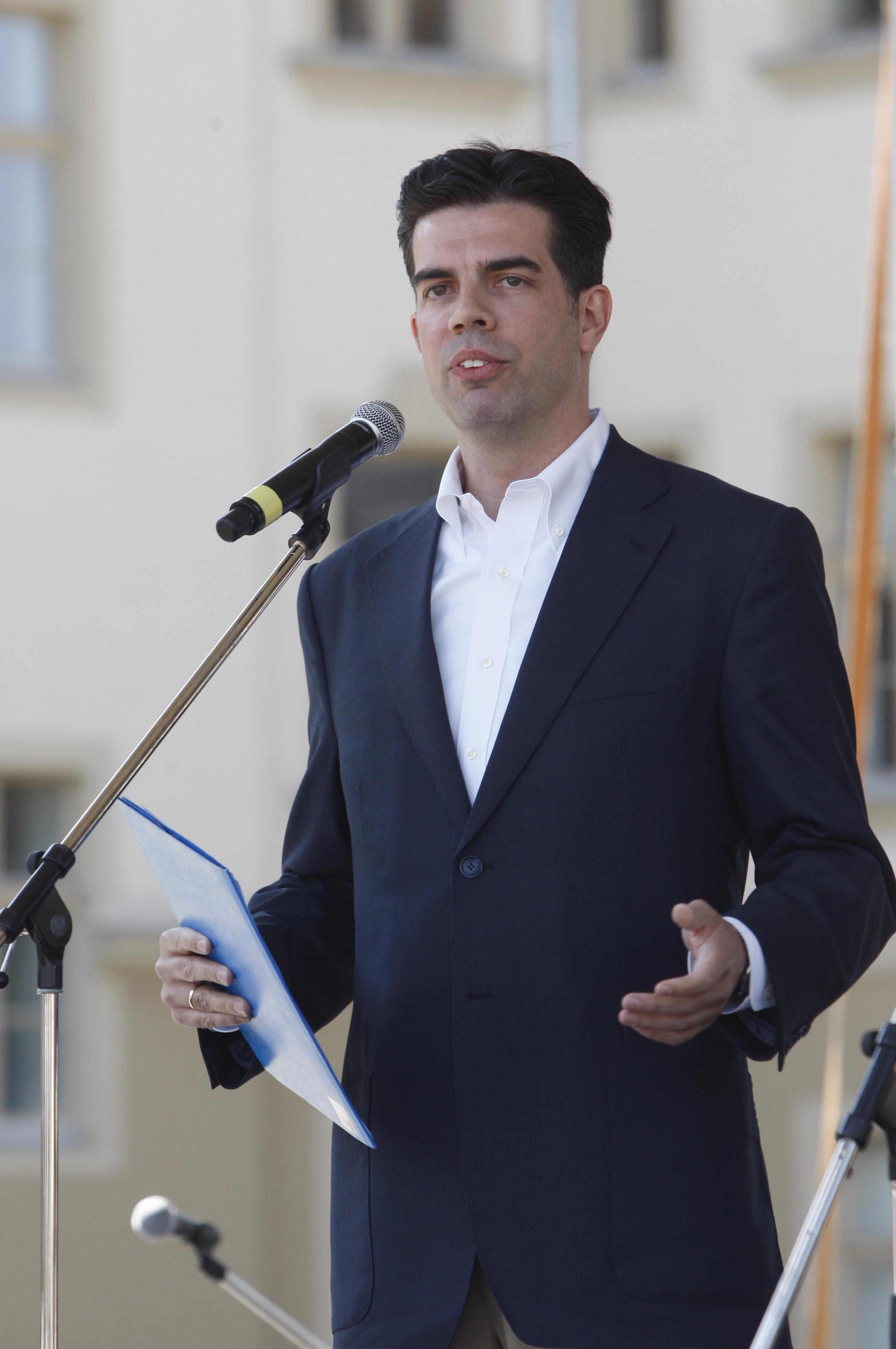
András Gyürk (2011)

András Gyürk este un om politic maghiar, membru al Parlamentului European în perioada 2004-2009 din partea Ungariei.
1. 1 2  Deputații în Parlamentul European
2. ↑  pace.coe.int